# Anastasia Vertinskaïa
Anastasia Alexandrovna Vertinskaïa (en russe : Анастасия Александровна Вертинская) (née le 19 décembre 1944 à Moscou) est une actrice soviétique puis russe.

## Biographie
Anastasia Vertinskaïa est la fille de l'artiste Alexandre Vertinski. Elle a une sœur, Marianna Vertinskaïa, également actrice. Elle commence sa carrière au cinéma en interprétant une jeune étudiante dénommée Assol dans le film Les Voiles écarlates, une version du livre romantique d'Alexandre Grine. Elle fut personnellement invitée à auditionner le rôle par le directeur du film Alexandre Ptouchko. Le film sort en 1961 et rend l'actrice célèbre. Vassili Lanovoï, Ivan Pereverzev, Sergueï Martinson et Oleg Anofriev participent à ce film.
En 1962, l'actrice interprète Guttieres, une jeune femme amoureuse dans le film L'Amphibien. Le film est réalisé par Guennadi Kazanski et Vladimir Chebotarev. Il se base sur le livre d'Alexandre Beliaev. L'actrice rejoint également cette année la compagnie du théâtre Pouchkine de Moscou.
Elle interprète des rôles dramatiques comme celui d'Ophélie dans le film Hamlet (1964), dirigé par Grigori Kozintsev.Le 5 septembre 1964 elle est présente à la Mostra de Venise. En 1968, elle est diplômée de l'école de théâtre Chtchépkine et travaille ensuite pour le théâtre Sovremennik puis en 1980 pour le Théâtre d'art de Moscou.
Ses autres grandes apparitions au cinéma se font dans Guerre et Paix, Anna Karénine, La Mouche-cheval. En 1978, Vertinskaïa est honorée du titre d'Artiste du peuple de l'URSS. À partir des années 1980, l'artiste donne des cours de théâtre à Oxford, travaille avec la Comédie-Française, dans une école en Suisse et à l'école Tchekhov en France. Elle joue aussi un rôle dans le film Soif de Passion d'Andreï Kharitonov (1991) et dans Le Maître et Marguerite (1994).
Elle épouse en premières noces le réalisateur russe Nikita Mikhalkov (dont elle a un fils Stepan Mikhalkov), en secondes noces le compositeur Alexandre Gradsky, en troisièmes noces Pavel Slobodkine et en quatrièmes noces le chorégraphe Boris Eifman.

## Filmographie
- 1961 : Les Voiles écarlates (Алые паруса)
- 1962 : L'Homme amphibie (Человек-амфибия)
- 1964 : Hamlet (Гамлет) de Grigori Kozintsev
- 1967 : Guerre et Paix (Война и мир) de Sergueï Bondartchouk
- 1967 : Anna Karénine (Анна Каренина) d'Alexandre Zarkhi
- 1969 : Les Amoureux (Влюбленные) d'Elior Ichmoukhamedov
- 1969 : Ne sois pas triste (Не горюй!) de Gueorgui Danielia
- 1970 : Le cas avec Polinine[pas clair] (Случай с Полыниным )
- 1972 : L'Ombre (Тень)
- 1972 : L'Homme anticipé (Преждевременный человек)
- 1972 : Un homme à sa place (Человек на своем месте)
- 1978 : Une astre inconnu[pas clair] (Безымянная звезда)
- 1980 : La Mouche-bœuf ou le taon (Овод)
- 1982 : Le Vol (Кража)
- 1987 : Les jours et les années de Nikolaï Batyguine (Дни и годы Николая Батыгина)
- 1988 : La vie de Don Quichotte et Sancho Pança (Житие Дон Кихота и Санчо)
- 1988 : Les nouvelles aventures d'un Yankee à la cour du roi Arthur (Новые приключения янки при дворе короля Артура)
- 1989 : Les nuits sombres de la ville de Sotchi (В городе Сочи темные ночи)
- 1991 : Soif de passion (Жажда страсти)
- 1994 : Le Maître et Marguerite (Мастер и Маргарита)
- 2000 : Les Musiciens de Brême et Cie (Бременские музыканты и Co)